# Subsecretari de stat în Guvernul Ion I.C. Brătianu (7)
În Guvernul Ion I.C. Brătianu (7) au fost incluși și subsecretari de stat, provenind de la diverse partide.

## Subsecretari de stat
- Subsecretar de stat la Președinția Consiliului de Miniștri

Constantin I.C. Brătianu (3 august - 24 noiembrie 1927)
- Subsecretar de stat la Ministerul de Interne

Gheorghe Tătărăscu (22 iunie - 24 noiembrie 1927)
- Subsecretar de stat la Ministerul de Interne

Richard Franasovici (22 iunie - 24 noiembrie 1927)
- Subsecretar de stat la Ministerul Agriculturii și Domeniilor

Gheorghe Cipăianu (22 iunie - 24 noiembrie 1927)
- Subsecretar de stat la Ministerul Comunicațiilor

Alexandru Periețeanu (22 iunie - 24 noiembrie 1927)

## Sursa
- Stelian Neagoe - "Istoria guvernelor României de la începuturi - 1859 până în zilele noastre - 1995" (Ed. Machiavelli, București, 1995)